# Kanton Pinols
Der Kanton Pinols war bis 2015 ein französischer Wahlkreis im Arrondissement Brioude, im Département Haute-Loire und in der Region Auvergne; sein Hauptort war Pinols.
Der neun Gemeinden umfassende Kanton Pinols war 173,16 km² groß und hatte 891 Einwohner (Stand: 2012).

## Gemeinden
| Gemeinde               | Einwohner | Code postal | Code Insee |
| ---------------------- | --------- | ----------- | ---------- |
| Auvers                 | 67        | 43300       | 43015      |
| La Besseyre-Saint-Mary | 131       | 43170       | 43029      |
| Chastel                | 162       | 43300       | 43065      |
| Chazelles              | 34        | 43300       | 43068      |
| Cronce                 | 100       | 43300       | 43082      |
| Desges                 | 79        | 43300       | 43085      |
| Ferrussac              | 92        | 43300       | 43094      |
| Pinols                 | 267       | 43300       | 43151      |
| Tailhac                | 73        | 43300       | 43242      |